# Al-Muddathir

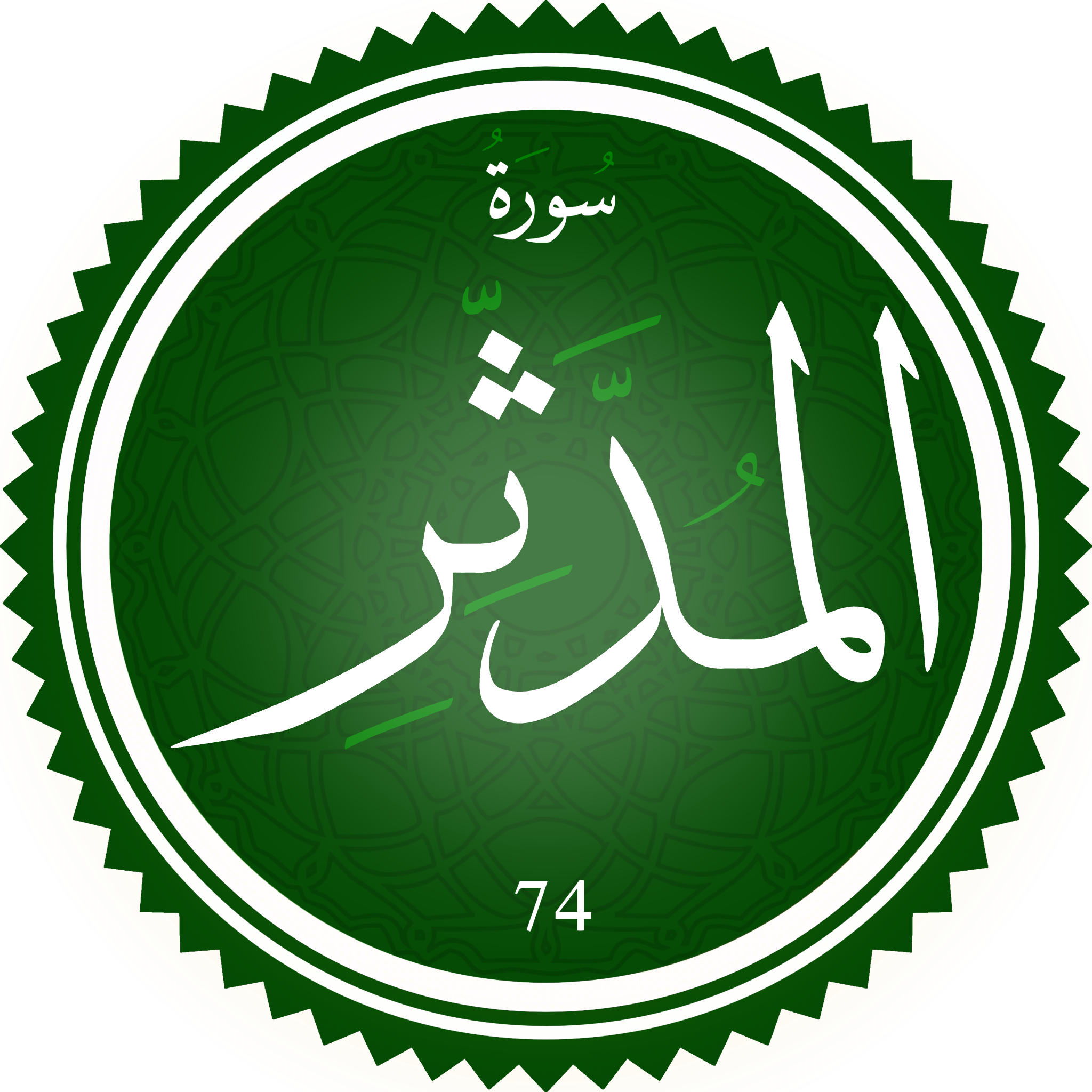
Sura al-Muddaththir.

Al-Muddathir eller Al-Muddaththir (arabiska: سورة المدثر ) ("Du som sveper in dig") är den sjuttiofjärde suran i Koranen med 56 verser (ayah). Den skall ha uppenbarats för profeten Muhammed under dennes period i Mekka.
Suran varnar för shirk (avgudadyrkan) och kallar till tawhîd (monoteism). Ett exempel är verserna 1-5:
| ” | [1] Du som sveper in dig [i din ensamhet]! [2] Stå upp och varna! [3] Och prisa din Herres majestät! [4] Och rena ditt hjärta! [5] Och fly från all hednisk smitta! | „ |